# Darlingtonia californica
Darlingtonia californica är en flugtrumpetväxtart som beskrevs av John Torrey. Darlingtonia californica ingår i släktet Darlingtonia, och familjen flugtrumpetväxter. Inga underarter finns listade i Catalogue of Life.

## Bildgalleri

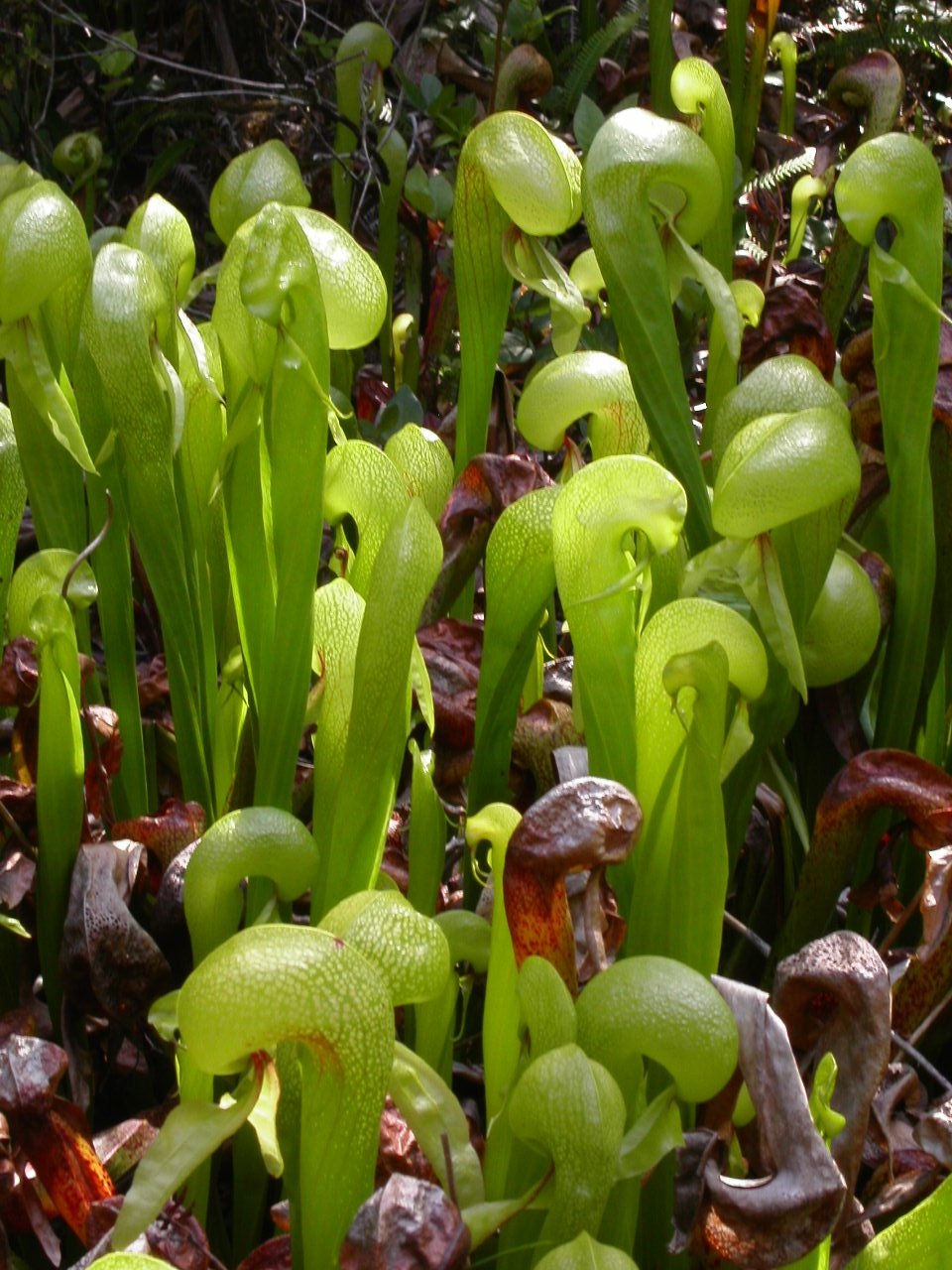
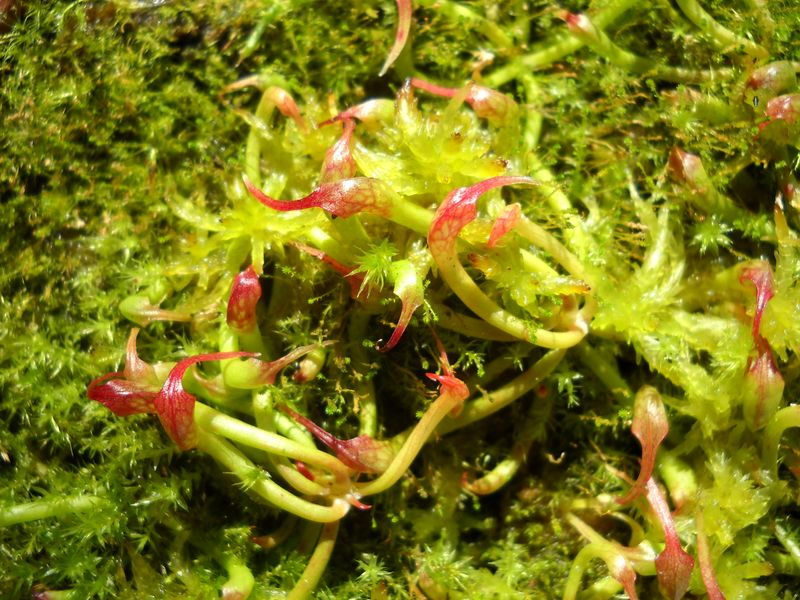
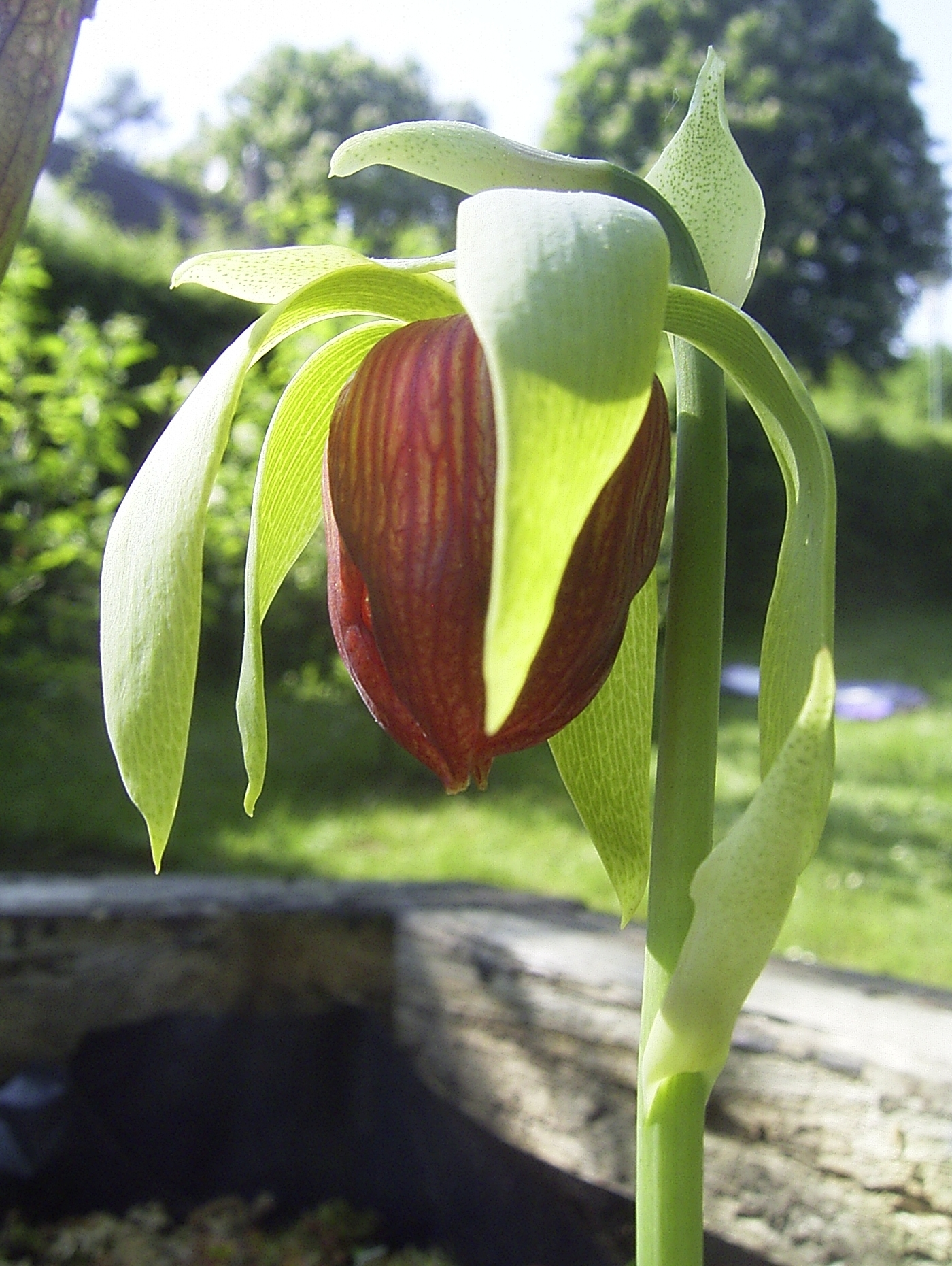
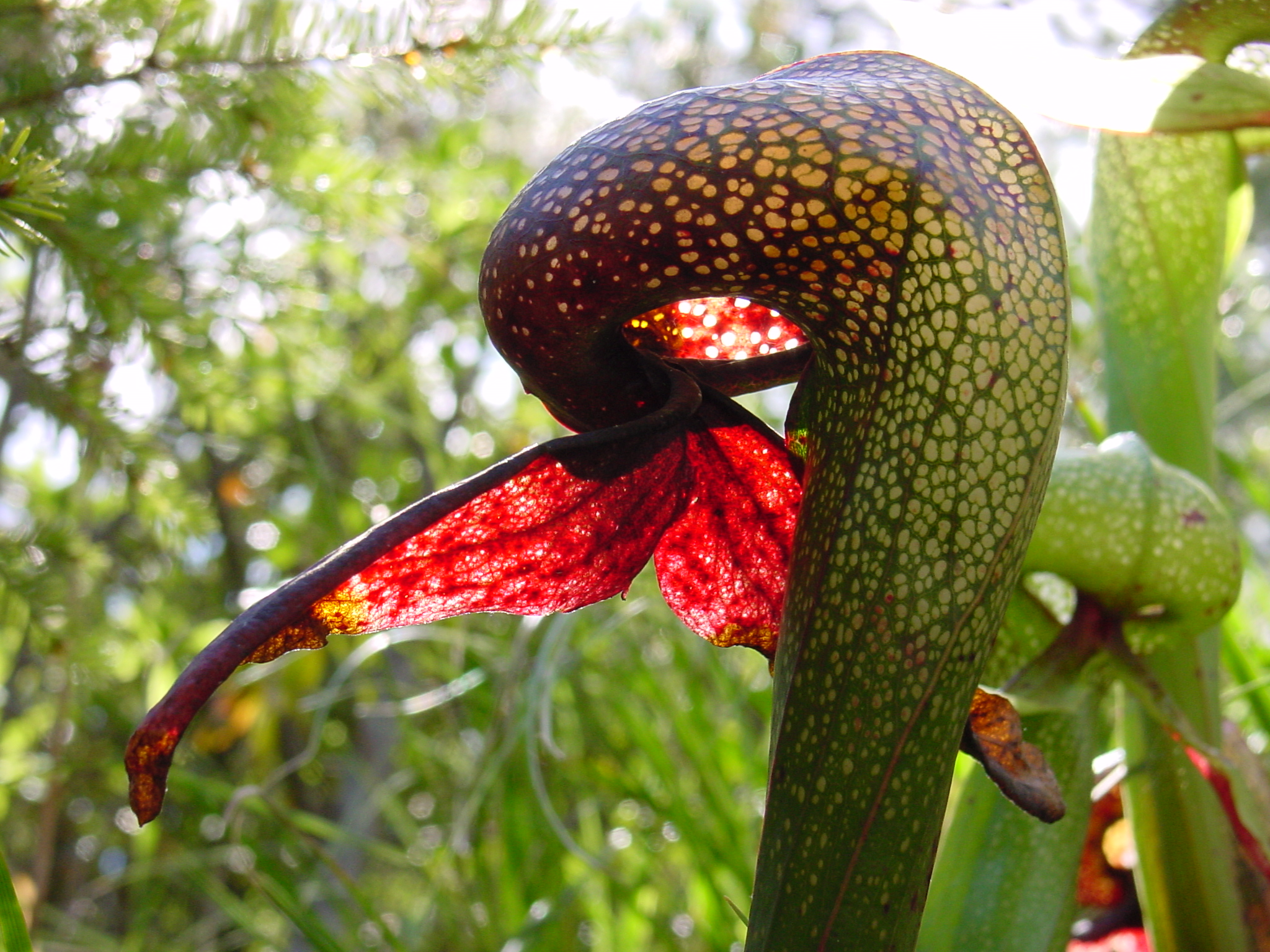